# 杉村春子
杉村 春子（すぎむら はるこ、1906年〈明治39年〉1月6日 - 1997年〈平成9年〉4月4日）は、広島県広島市出身の新劇の女優。本名：石山 春子。旧姓：中野。
築地小劇場より始まり文学座に至る日本の演劇界の屋台骨を支え続け、演劇史・文化史に大きな足跡を残した、日本を代表する女優。称号は東京都名誉都民。

## 来歴・人物

### 舞台女優へ
1906年、当時の軍都、広島県広島市西地方町（現在の広島市中区土橋町、河原町付近）生まれ。芸者の母、軍人だったとされる父が春子の幼時に死んだため、花柳界の中にある建築資材商と置屋経営者の養女となる。養父は近所の寿座という西日本一の芝居小屋の株主だった関係で、幼少期から歌舞伎や新派、歌劇、文楽などに親しむ。両親が赤の他人と知ったのは小学6年生のとき。ショックを受けたが、同時に養母の人生も知り、「世の中で信じられるのは自分だけ。自分が見たもの、感じたもの、自分が発した言葉だけを頼りに生きていく」と決めた。広島市立神崎尋常小学校を経て、1922年、山中高等女学校（現・広島大学付属福山高）卒業後、声楽家を目指し上京して東京音楽学校（現・東京芸術大学）を受験するが、2年続けて失敗。1924年広島に戻り、1925年から1927年3月まで広島女学院で音楽の代用教員をしていた。広島女学院の教員室で築地小劇場（俳優座の前身）の広島公演の話を聞き、同劇団の旅芝居を見て感動。但し観客はポカーン状態だったという。当時は芸能は子飼いからやらないとものにならないと思われていた時代で、女学校も出て20歳になろうかとする人が、芸能を始めるなんて夢にも考えられなかったという。1927年4月、母に音楽の勉強をしたいからと偽り再び上京。劇団の合否を待たずに代用教員は退職し、同劇場のテストを受ける。広島訛りが強く、土方与志から「三年くらいセリフなしで辛抱するなら」という条件付きで採用され、1927年、築地小劇場の研究生となった。芸名は姓だけ、青山杉作の一字を貰い、"杉村春子"とした。同月『何が彼女をさうさせたか』にたまたま欠員が出たため、音楽教師の前歴を買われてオルガン弾きの役（台詞無し）で初舞台。しばらくはなかなか役がつかなかったが、その卓抜した演技力で徐々に頭角を現していく。1929年、築地小劇場が分裂・解散した後は友田恭助らの築地座に誘われて参加、1935年の舞台『瀬戸内海の子供ら』（小山祐士作）に出演した。

### 文学座での活躍
築地座の解散後の1937年、岸田國士、久保田万太郎、岩田豊雄らが創立した劇団文学座の結成に参加。直後に友田恭助が戦死したことで妻の田村秋子が文学座に参加せず、同劇団の中心女優として力を付けていく。1938年に花柳章太郎の新生新派に客演し、大きな影響を受ける。時のファッショ的政府の弾壓により、新協、新築地の両有力劇団が解散、優秀な新劇役者の多くが舞台から退いたり、映画界に身を投じたり四散し、文学座以外に充実した新劇運動が見られなくなったことも杉村にとっては幸運だった。文学座は芸術至上主義を旗幟とし、戦争協力劇団だった関係で、戦中に唯一弾壓を逃れた。1940年に『ファニー』で主役を演じて以降、文学座の中心女優となった。文学座に観に行くということは杉村春子を観に行くことと、殆ど同義語に化した。また、文学座以外の舞台にも出演し、日本演劇界の中心的存在として活躍した。
特に1945年4月11–16日、東京大空襲下の渋谷東横映画劇場で初演された森本薫作『女の一生』の布引けいは当たり役となり、1990年までに上演回数は900回を超え、日本の演劇史上に金字塔を打ち立てた。作中の台詞 "だれが選んでくれたんでもない、自分で歩き出した道ですもの。間違いと知ったら、自分で間違いでないようにしなくちゃ" は、生涯"女優の一生"を貫いた杉村の代名詞として有名。初演はわずか5日間だったが、6000人を動員。
戦後第一回の文学座の公演は大失敗に終わり、座員たちは意気消沈したが、1947年夏に初めて日本橋三越劇場で行われた森本薫追悼公演「女の一生」が大成功を収め、座員たちにもう一度芝居をやろうという士気を奮い立たせるきっかけになった。
そのほか、日本のそれまでの芝居になかった"女"のすべてをリアルにさらけ出した『欲望という名の電車』のブランチ役（上演回数593回）、『華岡青洲の妻』の於継役（上演回数634回）、『ふるあめりかに袖はぬらさじ』のお園役（上演回数365回）、『華々しき一族』の諏訪役（上演回数309回）などの作品で主役を務め、『女の一生』と並ぶ代表作とした。いくつもの当たり役を持つ舞台女優は稀である。
1947年、フランス演劇に取り組むため、フランス演劇研究会を発足。
1948年には「女の一生」により演劇部門で戦後初の日本芸術院賞を受賞した。「女の一生」は1961年夏の公演で500回を越え、日本の新劇では最初のケースだった。
1949年、フランス演劇研究会研を発展的に解消、若手育成もかねて毎日ホールでアトリエ公演を始め、翌年、信濃町にアトリエを建設した後、以降、アトリエ公演は同所で行われる。
1958年、日本新劇俳優協会設立に常任理事として参画（1995～1997年、三代目会長）。同年、第10回NHK放送文化賞を受賞した。
60年安保前後から左翼に接近、安保反対のデモ行進に積極的に参加した。文学座はこれまでの政治思想に係わらない純粋芸術志向から、イデオロギーを含んだ劇団へ転換する。1960年6月15日（水曜日）に参議院国会参議院面会所前であった新劇人会議のデモに暴力団が殴り込み、80人の負傷者を出したが、杉村は劇団の若い女優たちのスクラムに守られて難を逃れた。衆議院南通用門で樺美智子が惨死したのはその数時間後だった。文学座分裂の動きは安保闘争のさなかに芽生えた。脱退した劇団員はこのとき無関心を装った人たちだった。1961年、平和7人委員会の創立に参加。
劇団の中心的存在になっても、いつ役を降ろされるかと怯え、常に自らを律し精進を続ける。半面、好き嫌いで配役を決め、ライバルへの敵意をむき出しにし、思い通りにならないとヒステリックに仲間を怒鳴りつける一面もあったといわれる。
1963年1月、杉村の感情の起伏が激しい性格と、専横ともいえる劇団への統率ぶりに不満を持った芥川比呂志、岸田今日子、仲谷昇、神山繁、加藤治子、小池朝雄ら、中堅劇団員の大半が文学座を集団脱退し、現代演劇協会・劇団雲を結成。さらに同年12月には、それまで杉村主演の戯曲を書いていた三島由紀夫の新作戯曲『喜びの琴』の右傾化に激怒して上演を中止させた（喜びの琴事件）。この上演拒否問題により、翌1964年1月、三島を筆頭に丹阿弥谷津子、中村伸郎、賀原夏子、南美江ら、文学座の古参劇団員が次々に脱退していった。これら脱退者により岩田豊雄（獅子文六）と三島を顧問とするグループNLTが設立された。杉村は、これらの脱退メンバーの大半とはその後の関係を断絶し、特に反杉村を鮮明にしていた福田恆存が代表となった劇団雲に参加したメンバーに対しては、「NLTに行った人たちとは充分に話し合ったので何とも思っていません。でも雲に行った人たちのことは一生忘れませんね。あんな卑怯な…まるで騙し討ちですもの」とはっきり話し、共演を頑なに拒否するなど終生許すことはなかった。演劇評論家・大笹吉雄は「最初の分裂騒ぎで三島の存在感を増していた。文学座は戌井市郎はじめ闘争的ではないし、あのまま三島に従ったなら巻き込まれて『楯の会』のように必ず滅亡したと思う。文学座が続いたのは、あのとき杉村さんが直感的に決断したから」などと論じている。
文学座は、主要メンバーの2度にわたる大量離脱で創立以来最大の危機を迎え、当時の新聞は"崩壊に瀕する文学座"などと書きたてたが、太地喜和子、江守徹、樹木希林、小川真由美、高橋悦史ら若手を育てることによりこれを乗り切った。とくにテレビ時代を迎えていた時流に乗って、次々にテレビに新人を送り込んだ功績は大きい。自身もニューメディアのテレビに積極的に出演した。
但し杉村の専横に批判的だった人物が抜けてしまったことにより、杉村の劇団に対する独裁に近い影響力にさらに拍車がかかったとの見方もある。「喜びの琴事件」で三島由紀夫は、杉村に対し「俳優は、良い人間である必要はありません。芸さへよければよいのです。と同時に、俳優は、俳優に徹することによつて思想をつかみ、人間をつかむべきではないでせうか。組織のなかで、中途はんぱなつかみ方をするのはいけないと思ひます」と皮肉をまじえて批判している。この頃から"文学座の女王""文学座の女帝"と異名を持った。"文学座の女帝"杉村の強烈な個性なくしては、文学座の存続は難しかったともいわれる。
杉村や戌井市郎らは、幅の広い観客層を対象にした大衆劇をやっていこうとしたため、演目選択争いが起こり、先のような軋轢が生まれた。1967年の『女の一生』の再演は文学座が立ち直るきっかけとなった。『女の一生』1968年の全国縦断公演は行く先々で超満員。『女の一生』は新劇の枠を超えたような演目で知名度が高く、一日に一本しかバス便のない山奥から老婆が息子に背負われてやってきたなど、新劇ファンでないお客も大勢詰めかけた。杉村はもう60歳を越えており、お客が揃って口にしたのが「杉村の『女の一生』をぜひ一度観てみたかった」だった。当時の文学座ではマスメディア的には、小川真由美、太地喜和子、藤田弓子がよく取り上げられていたが、観客吸引力を持っているのは、やっぱり杉村だけだった、と話題を呼んだ。当時はハダカになりさえすればスターになれると勘違いしている若手女優も多かっただけに、芸を魅せる杉村を見習えとの論調も上がった。経営の苦労を身に染みて知る杉村はお客を大切にした。このことは新劇の商業演劇進出の走りといわれる。「女の一生」は、16歳の役から始まるという事情から、いずれやめるつもりでいて1969年4月公演のとき「『女の一生』はこれが最後です」と宣言したが、「女の一生」をやるとお客さんが入るので、1970年代初めに文学座の経済危機もあり、「経済的事情で、もう1回やります」と記者会見を開いて1973年に再演している。　
1950年代に中国、ヨーロッパを見て回るツアー・アジア文化交流団に参加し、中国の演劇人と交流。1956年に中国で有名な劇作家・夏衍に「日本と中国は一番関係が悪いので、何か出来ませんか」「私たちが演劇人としてできることがあれば参ります」と直訴し、国交がなく渡航が困難な時代に新劇の中国公演に意欲を燃やした。これが1960年10月に中国の革命的劇作家・関漢卿を記念する初めての新劇訪中団（文学座、劇団民藝、東京芸術座、ぶどうの会、俳優座71人による合同公演）として実現し、『女の一生』を日本語で公演した。『女の一生』は一部改訂問題で揉めた。1965年にも第二次訪中新劇団の一員として北京・上海・南京・広州にて公演を行い、『女の一生』は話を随分変えて中国でも上演され、中国のマスメディアにも、杉村はよく知られていたといわれる。1972年9月、日中国交正常化が実現した秋に北京の人民大会堂で開かれた宴会の席上、周恩来中華人民共和国初代首相が和服姿の杉村に歩み寄り、周から白い菊の花を贈られた。杉村はこの花を押し花にして、ずっと大切にしていた。1977年には周恩来首相の未亡人・鄧穎超を見舞い、鄧から自宅に咲いた一束の白い菊の花を贈られている。後文革の後の1981年4月の16年ぶり3回目の訪中は、杉村が個人的に交わした口約束を強引に実現。中国側からの招待の形を取ってはいたが、宿泊費のみを中国側が負担し、渡航費用は自己負担した。文学座の単独公演を目指していたが、この難条件を克服するため、杉村が千田是也を担ぎ出し、青年座と劇団仲間を加えた四劇団で日本新劇団訪中公演実行委員会（杉村団長）を急造した。『華岡青洲の妻』一本のみの上演を予定していたが、業界のヤリ手と知られる青年座が演目に『ブンナよ、木からおりてこい』を無理やり割り込ませたため、珍妙な組み合わせの二本立て公演となった。1983年には民音に協力を仰ぎ、北京人民芸術劇院を初来日させた。杉村の中国寄りは、戦争中に岸田國士が大政翼賛会でリーダーシップを握るなど、文学座が戦争協力劇団だったことに対する罪滅ぼしという説もある。中国が好きでプライベートでもよく中国を旅行し、僻地などにも足を運んだ。1960年代から杉村と中国を何度か旅行した森光子は「先生は2000段も石段を登らないと行けないような山の上にホテルを取ったり、中国式のホテルが好きでお手洗いが壺でも平気。風呂は栓をしてもお湯がたまらずに漏れてタオルか何かを巻いてやっとお湯をためた。何年かしていったらそのままで、先生はまた布を巻いて栓をした。私はちょっと苦手で、ブータンに一緒に行ったときは、現地でのお芝居を見に行ったら宿泊しているところから徒歩で砂漠のようなところを一時間歩いた。先生にはとてもかなわないと思いました」などと話していた。88歳で最後の映画出演となった『午後の遺言状』も、中国各地を歴訪し帰国したその足でロケ地の蓼科入りした。
1969年5月には早くも杉村の自伝テレビドラマ『女優 わが道』がNHK「銀河ドラマ」枠で放送され、杉村（三杉安芸子）を林美智子が演じた。1話30分で全15話。杉村本人は出演しない。当時の文献に「現役の女優の半生をテレビ化するのは珍しい」と書かれている。この年1月に出版された杉村の著書『私の選んだ道』を小野田勇が脚色。杉村の半生となれば当然日本新劇史となるため、新劇史を飾った人物が次々登場することになり、名前は変えるものの関係者や新劇ファンには一目瞭然のため、合川明プロデューサーが現存の人は本人に、故人の場合は夫人や遺族を訪ねて一人一人了解を取り付けた。うち、杉村が最も影響を受けたといわれる田村秋子は、当初、劇中に自身のモデルが出ることを拒否した。またモデルとなる人物は何れ劣らぬ大物揃いで出演を尻込みする役者が続出した。土方与志（宗方）を演じる児玉清は「プロ野球でいえば、ルーキーが川上監督や鶴岡監督になるようなもの。恐れ多すぎで、やりにくいです」と話した。岸輝子（木部）を演じた俳優座の檜よしえは、大先輩に恐る恐る「どうやればいいでしょうか」と尋ねたところ岸から「私はね、若いとき、きれいだったのよ」と言われた。杉村の愛人・森本薫（折戸充）を演じる北村和夫は、杉村から「森本は二枚目だったのよ。あなたがやると三枚目になるから、気をつけてちょうだい」と釘を刺された。丸山定夫（鳴山良介）を演じた西村晃は本人と面識があり、本人に似せてメーキャップが施された。合川プロデューサーは「オールド・ファンには、懐かしさを、若い人には新劇史の勉強になればと思います。ただ杉村さんを含め実在の人物たちも多いので、差支えのあるものは控えました。このようなドラマはこれまでにも無かったし、これからも出来ないでしょう」と話した。現役女優の半生の映像化として初のケースと見られ、この後もあったのか分からないレアケースと考えられる。
新劇のリアリズムに立脚しつつ、新派や歌舞伎の技法を研究。広島訛りは終生抜けなかったが、歳月をかけ練りこんだリズムあるセリフ術と卓越したリアリズム演技は比類がなく、細やかな情感を巧みに表現する独特のアクのある芸風を作り上げ見る人の心を捉えた。

### 映画・テレビでの活躍
舞台以外にも映画・テレビでも幅広く活躍。映画初出演は築地小劇場時代の1927年に同郷の小山内薫が監督をした『黎明』か、1932年、初代水谷八重子と共演した『浪子』か、1937年、松竹の『浅草の灯』か、文献によって記述が異なる。1940年、国策映画『奥村五百子』（豊田四郎監督、東宝）で初主演。
戦後、黒澤明、木下惠介、小津安二郎、成瀬巳喜男、豊田四郎、溝口健二、今井正などの巨匠たちから、既存の映画俳優には無い自然でリアルな演技力を高く評価されて、日本映画史を彩る140本以上の作品に出演、映画史にもその名を刻んだ。森雅之と共に最も映画に貢献した新劇俳優でもある。北見治一は1947年の『演劇研究』で「ツキヂ的演出とは全く相反したタイプの映画演出家の演技中心とも謂うべき適切な指導に拠り、杉村は優れた素質とよきインディビジュアリティを、思ふさまに伸ばしきることが出来た」と論じている。津村秀夫は「杉村春子は日本の新劇役者がはたして映画演技の勘と神経を體得できるかどうか、といふ懸案を最初に解決した女優である。新劇役者のセリフの力をよくトオキイ的に調和し、處理し、間の呼吸をのみこみ、そして表情の微妙な味をクロオズ・アップによく消化し得るかどうかといふ課題に先づ成功した人物といへよう。その點で、早く映画界に入つた丸山定夫、汐見洋、細川ちか子、東山千榮子、薄田硏二等の踏み越えがたかつた線を漸く、この一、二年で突き抜けたといへよう」などと論じている。杉村ほど他のジャンルの俳優と共演した新劇俳優はいない。
特に、『東京物語』『麦秋』をはじめとする小津安二郎作品の常連（9本）でもあり、小津組でたった一人、読み合わせへの不参と"縫い"（かけ持ち）を許された俳優であった。小津は文学座の座員脱退問題が起きたとき、杉村に激励の電報を送ったといわれる。
1995年、当時89歳で新藤兼人の『午後の遺言状』で主演し、毎日映画コンクール、日刊スポーツ映画大賞、キネマ旬報で主演女優賞を受賞している。
2006年秋、広島市で郷土が生んだ大女優の生誕100年を記念した事業が開催された。戌井市郎や北村和夫の講演とともに記念事業の柱として『名作映画 生誕100年 杉村春子特集』が組まれ、映画界に残した足跡が紹介された。

### 演劇人・映画人の目標
杉村は多くの演劇人の目標であった。
森光子は『小島の春』を観た際に、この映画の杉村の演技に大きな衝撃を受け、これ以上の衝撃を以降感じたことはないと話している。森は「演技の師匠を持たない私が、心から尊敬しお手本としたのは10代から憧れた杉村先生ただ一人です。時代劇の娘役の頃からいつか近づきたいとひそかに思い続けてきました」と話している。
高峰秀子もやはりこの映画のハンセン病に罹った娘役を演じた杉村の演技に感動、「仕方なしにやっていた（本人談）」役者稼業に以後本気で取り組むようになったという逸話も残す。
成瀬巳喜男監督『流れる』で共演した山田五十鈴は、「あの映画の杉村さんの芝居は、ぜんぶ杉村さんがお考えになったもの。そういうことが許されるようになった時代です。それこそ役者の力量が問われる時代になってきたんです」と述べている。
父親の岡田時彦が小津安二郎の盟友だったことから、岡田茉莉子は小津映画にも出演し、小津から「お嬢さん」と呼ばれ、撮影が終わる度に小津によく遊びに連れて行ってもらった。ある日、好奇心が抑えられず、「監督の作品で、誰が四番バッターですか」と聞いたら、小津は迷わず「杉村春子」と答えた。岡田が「私は？」と聞くと、小津は笑いながら「お嬢さんは一番バッターだよ」と言った。
気が強いことで有名だった岡田茉莉子の名前を冠した「岡田茉莉子シリーズ」が1965年2月～4月までTBS・金曜劇場枠で全13回放送され、この第3回『猫のいる家』（1965年2月19日放送）で、岡田自らが成瀬巳喜男監督『流れる』で共演した杉村との共演を希望した。しかしさすがの岡田も杉村の前であがり、最初の稽古のときメロメロになり、セリフ合わせでトチり、キッカケは間違うしで、「この大スターにして杉村春子にガタガタするのか」と、岡田にビビッていた演出の大山勝美も気が楽になったと話している。
岸恵子は「私はあまりうまい女優じゃないから（笑）。俳優学校出て、うまい方もいっぱいいらっしゃるし…私が中でも本当に感動するのは、杉村春子さんね。例えば『化石』（1975年）の杉村春子さんって本当に（強く）一番いいわよ。ほのぼのと心の中まで暖まっていくように、本当に女として、いろんなことを生きてきて、人生のことはもうあらかた分かった、そう感じとれる時に出てくるやさしさがあるのね」などと述べている。
坂東玉三郎は「何ともいえないような女の人は、杉村先生を見て勉強するのよ（笑）」などと述べている。
若尾文子は「杉村春子さんは特別な存在」と話し、杉村の代表作『華々しき一族』を熱望し2008年に演じた。
勝新太郎は杉村を大崇拝し、「杉村と共演した勝は『はい、はい』と杉村の言うことは何でも聞いていた」と石井ふく子は話している。石井は「杉村先生の凄さは、喜怒哀楽を後ろ姿で表現でき、しかもそこに若々しさと品があるところでしたね。こればっかりは、他の女優さんがどんなにまねをしたくてもできないことだと思います」と述べている。
北村和夫によると、文学座の分裂で袂を分かった後も小池朝雄は毎年、死去するまで杉村の誕生日に薔薇の花束を贈っていたという。
北村は「杉村春子は91歳になって病院に入院しても、台本を最後まで枕元に置いて放さなかった。台本は聖書みたいなもんだったんでしょうね。公演を長く重ねてきた十八番の舞台でも、もっといい芝居をするにはどうしたらいいか千秋楽近くになってもまだ悩んでいました。地方公演に行っても新しい劇場でやるたびに、"この舞台ではどんな表現をしたら一番生きるだろう"と幕が開くまで考えているんです。そういう熱意と努力を常に忘れない人でした。僕ら怠け者は、食事を共にすると"あなたね、今日はあそこのところダメよ"と言われるんで、なるべく杉村さんと一緒にならないようにズルしたものですよ(笑)」などと述べている。
吉永小百合は美しい所作の先生は杉村と話している。吉永は二十代の頃、『下町の女』シリーズ（1970年-1974年、TBS）で5年間、杉村と共演し、杉村から所作や芝居から多くを学んだという。また舞台を一度もやっていなかった理由について、20代半ばで市川團十郎との舞台の共演を病気で断ったことと、杉村や坂東玉三郎らの舞台を見過ぎてしまい、これから勉強して舞台に立つのは無理かなという思いがしたことを挙げていた。杉村のうつくしい着物姿は女優たちの手本とされた。杉村は『美しくなるためには自分の欠点をすべて知ることよ」などと女優たちに細かくアドバイスした。
テレビで共演作品の多い劇団民藝の奈良岡朋子は、「文学座の方には申し訳ないけれど、私が一番芝居を教えていただいた」と述べている。
鴨下信一は「テレビに出演している女優の中で、誰がいちばんセリフがうまいかいうと、これは誰に聞いても異論のないところ、杉村春子さんをおいてない。本当に素晴らしい芸がそこにあります」と評している。
7代目竹本住大夫は「杉村春子さんの演技には感嘆しました。杉村さんの演技は『芝居せんと、芝居やってはる』という感じでした」と述べている。この「芝居しないで芝居する」という話を聞いた加藤武は、これを永遠のテーマにしていると話していた。
杉村の付き人として小津安二郎監督の『秋刀魚の味』の撮影を観たという樹木希林は、2011年、第34回日本アカデミー賞で最優秀助演女優賞を受賞して「50年ほど前に役者を始めた時に杉村春子さんに『役者は定年がない』と言われました。今、しみじみそう思います」と語った。
山田洋次は、「葬式は人間にとって一大ショーでね、よく演出された葬式は後からみんなが喜びますよ。"よかった"ってね」と話し、その例として小津安二郎の葬儀を挙げ、「長いこと小津さんと一緒に仕事をやっていた助手が、一人大袈裟に悲しんで、納棺という一番大事な時にも、その人一人で泣き騒いで、他の出席者がみんなシラけてしまったんです。するとクギを打ってふたを閉めるという時に杉村さんが「ちょっと待って」とツツツーと出てきてみんながじっと見ている中、「もう一回だけ」と言って顔を見て、ハンカチをツツッと顔にあててハーッと泣いた。その時初めてみんな悲しみが迫ったというんです。やっぱり役者だなあとみんなで感心したんですね。自分の出番をよく知ってたんじゃないか、このままでは葬式が完成しないと。一人だけあんなブザマに泣いていてどうするんだろうと。最後にしめて自分の役割をきちんと演じたのではないか。それでみんなも初めて納得できて、涙が快く流れて"よかった"ということになるわけです」と解説している。
1985年の舞台『浮巣』で共演して杉村に徹底的にしごかれたという泉ピン子は「今日私が女優やれてんのは、杉村先生のおかげ。先生と出会ってなかったら、泉ピン子なんてへたくそで終わってますね」と述べている。
大竹しのぶは20歳の頃、杉村と尾上松緑が共演した舞台を観に行った。すると杉村に「ぷい」と無視された。松緑から「ジェラシーだよ、かわいいね」と言われ、その芝居の後、大竹が松緑との共演が決まっていて、そのせいと教わった。杉村は当時70代。「まだ20歳そこそこな私にまでジェラシーなんて、女優って面白いな。ずっと現役を続けられたのはそういう感覚だったのか、凄い」と思ったという。「だから私も、後輩の若い女優に対して『ぷい』とかできるように本気でなりたいと思う」と話してる。杉村の畢生の当たり役として知られる布引けいを継承した大竹は「勝つか負けるかでいうと、私が負けるに決まっていますし、杉村さんのけいはこの先もずっと輝き続けるんだろうなあと思います。私は私なりに一生懸命やっていくしかありません」と話した。
篠田三郎は、杉村の昔の恋人に似てるという理由で、1986年芸術座の舞台『木瓜の花』に杉村から相手役に指名された。ある時、杉村から「あなたね、舞台はずっと後ろのほうにもお客様がいるわけだから、もっと声を出しなさいよ」と言われたが、観に来たくれた友達から「目の前の相手としゃべるのに、あんな大声は不自然だよ」と言われ、それを杉村の話したら、「いいのよ、私の言うことさえ聞いてれば」と言われた。
中村雅俊は、文学座に入所してすぐにテレビドラマ『われら青春!』の主役に抜擢され、一躍人気スターになった。そのため杉村と共演したとき、杉村から「あなたなの！? あなた文学座！?」と言われたという。仲村は橋田壽賀子の別荘で酔っぱらって絨毯を焦がし、杉村に頭を殴られたことがあるという。杉村のエネルギッシュな姿に大きな影響を受け、「女の一生」の台詞 "だれが選んでくれたんでもない–"は、自身の座右の銘にしているなどと話している。
渡辺徹は「昔、杉村さんから『演技をする時、目の前の相手役を（芝居で）説得できないような人はお客様にも届きませんよ』と教わり、その教えをテレビでも実践し、その後の司会術等の指針とした」と話している。
寺島しのぶから「外でやってみたいんですが」と、文学座退団の相談を受けたが、「あなたはその方が向いていると思っていた」と、あっさり送り出したという。

### 結婚・恋愛
1935年6月に5歳年下で慶應義塾大学出身の医学生である長広岸郎と結婚したが、1942年5月に結核で亡くなっている。『女の一生』などを書いた劇作家の森本薫の愛人でもあったが、森本も1946年に結核で亡くなった。1950年に10歳年下の医者である石山季彦と結婚するも、1966年にこれまた結核で亡くなっている。

### 晩年・没後
1974年、杉村は女優としては東山千栄子、初代水谷八重子に次いで3人目の文化功労者に選ばれた。
1995年には文化勲章授章決定の内示を受けたが、「勲章は最後にもらう賞、自分には大きすぎる。勲章を背負って舞台に上がりたくない、私はまだまだ現役で芝居がしていたいだけ」「戦争中に亡くなった俳優を差し置いてもらうことはできない」とこれを辞退。周りの者がいくら説得しても聞く耳持たずだった。
1996年日本新劇俳優協会会長に就任。
杉村は70年の芸能生活で仕事を一度も降りたことがなかったが、1997年1月19日にNHKドラマ『棘・おんなの遺言状』の収録中に貧血と腰痛を訴えて入院し降板、代役は南美江が務めた。2月に入り文学座の会見では十二指腸潰瘍と発表されたが、そのときすでに医師から膵臓癌でもあることが文学座の社長の梅田濠二郎、戌井市郎や北村和夫・江守徹など親しい者にだけ知らされていたという。3月に新橋演舞場で予定されていた『華岡青洲の妻』も、チケットが発売されている中での緊急降板となり、代役は藤間紫が務めた。しかし病室では簡単なストレッチをしたり、男性の見舞い客が来ると聞くと長い時間をかけてお化粧をしたりと、常に弱っている姿を見せまいと気丈に振る舞っていたという。
3月16日から意識が混濁し、4月4日午前0時30分、頭部膵臓癌のため東京都文京区の日本医科大学付属病院で死去、満91歳。最期を看取ったのは養女のヒロと、当時70歳の長年親しくしていたファンの女性だけだった。本人には癌であることを知らせなかったため、死去の直前まで台本を読んでおり、最期まで女優であり続けた。死後、政府から銀杯一組が贈られた。墓所は富士霊園。
杉村の死後1998年、若手演劇人の育成に力を注いだ杉村の遺志を尊重し、新人賞的意味合いを持つ杉村春子賞が新たに創設された。

## エピソード
- 同郷で一学年上の長谷川泰子が、築地小劇場でよく創作劇を取り上げられていた武者小路実篤と芝居を観に行ったら、サーバント役の杉村が一生懸命子供をゆすりながら子守り歌を歌っていて、青山杉作が「あの人はまだ一週間ぐらいしかたたないんですよ」と言った[113]。すると舞台の下手から東山千栄子が出て来て、青山が「あの人もここに来てからまだあまり日がたっていないんですよ」と言ったという[113]。
- 築地小劇場時代の杉村のいちばん強烈な想い出は、小山内薫が死の二日前に劇団員の給料を払うため、印税を出版社から前借りしたことだったという[26]。「私の女優としての形成期は、新劇運動のいわば受難の季節の間にありました。今でも私には、演劇することとお金もうけとが、どうにも結びつかない気持ちがあります」「朝から晩まで劇場暮らしで、泥絵具の臭気は、たまらなくなつかしい、ふるさとのにおいになりました。私は演劇と自分が、まぎれもなく一心同体になることを感じました」「私は仲間たちの革命論から離れたところにいました。でも、どんなあらしがこようと、雷が鳴ろうと、女優という職にしがみついて離れない心は、新劇を愛する心は、誰にも負けないつもりでした」などと話していた[26]。杉村は文学座のアトリエが落成した二年後の1952年にアトリエの奥に自宅を建てた[15]。
- 杉村は築地小劇場時代の稽古指導について「厳しいし、意地が悪いっていうのかしらん、愛情からじゃないような『何だい、お前は』っていう調子でした。『黄色い声をはりあげたって、若く見えやしねえよ』とかね。あたし、本当に悲しかったのは『何だい、こんな大きな口しやがって、どうにもなんないじゃねえか』と言われたときです。二十歳のときだから悲しいじゃないですか。今だって情けないけど（笑）。小さい口だと思ってるわけじゃないけど、自分はそんなにと思ってない欠点を、いやっていうほど思い知らされるわけですよ。だから、それをどうやって舞台で美女になって見せようかっていう気になるんです。あたし負けず嫌いなんでしょうね」「若い女優を怒鳴ることは（笑って）時々あります。どうでもいいと思ってる人には言いません。こっちが憎まれてまで言うことはありませんから」などと述べている[38]。
- ボランティア活動に関心を持ち、昭和20年代後半「戦争未亡人が働きたくても子供を預ける施設がなくて働けない」というニュースが毎日のように新聞などで報じられた時期に、自分でも何かできないかと考え、杉村の発案で1954年に文学座で第1回慈善公演『女の一生』が、朝日新聞厚生文化事業団主催で行われた[28]。その後、慈善公演のたびに100万円単位の寄付を行い、それらを貯めてクリニックカーを製作することを提案。「文学座」号と名付けられたクリニックカーがレントゲンなどの機材を装備し、全国の医療過疎地を走った[28]。
- 代表的演目の一つ・『華岡青洲の妻』での劇中、杉村が台詞を発しながら巧みに着付けをする場面で、その所作の美しさに思わず客席から拍手が沸き起こったというエピソードがある[114]。
- 5歳のとき『小島の春』で杉村と共演して以来親交があり[115]、杉村の公演には必ず観に行ったという中村メイコは、希代の名優には「杉村春子説」、つまり女優は結婚しないほうがいい、まして子どもなど産まないほうがいいというものがある、と話している。中村は3人の子供が大きくなった頃、楽屋に杉村を訪ね、「先生、私は2歳半からですから、もうずいぶん役者をやっています。そのわりにはいまだに代表作といわれるものがありません。やっぱり早々と結婚して、子どもを3人産んで、おかあさんをやってしまったからでしょうかねえ」と言ったことがあり、他の女優さんなら「メイコちゃんにはね、カンナちゃんという作品があるじゃないの」とか、「3人のお子さんという作品を残したのだから」などと慰めてくれるところだが、杉村だけは「あたり前ですよ、片手間で女優はできません。その証拠に、私の夫は3人とも先に死んだわ」と、この程度の仕事しかできないのは当然なんだ、ときっぱり言われたという。慰めの言葉よりも、杉村の厳しい言葉にかえって救われたと述べている[116]。
- 児童演劇の普及活動に尽力した伊藤巴子が[出典 66]、1958年以来サムイル・マルシャーク作の『森は生きている』の中でみなしごの少女役を通算2000回演じるという金字塔を打ち立て、高い評価を得た[72]。しかし伊藤には"迷い"があり、杉村に「大人の芝居がやりたい」と、文学座への入座を頼んだ。しかし、杉村はきっぱりと断り、「あなた傲慢ね、自分の一生で『森は生きている』の伊藤巴子、『女の一生』の杉村春子といわれる俳優は、そうやたらにいないのよ。あなたのことを覚えている皆さんに、どう責任とるの」と強い口調で伊藤を諭した[72]。伊藤は翻然と悟り、「芝居に、子どもも大人もない。いやむしろ、未来に生きる子どもたちにこそ、舞台を通して美しい精神の花束を届けねばならない」と、以来主として児童劇に打ち込んだ[72]。伊藤は1960年の第一回新劇訪中団に杉村のお付として中国に最初に入った70人のうちの一人[22]。杉村のお付は3人で「場所はどこでもいい、杉村さんとそんなに近い場所で一緒に旅ができるなら」と、伊藤と当時20代の吉行和子、市原悦子の3人がお付として就き[22]、舞台袖で懐中電灯で照らしたり、衣装を持ったりしたが、北京の大劇場で吉行が馴れない懐中電灯の光を杉村に向けてしまい、舞台袖で杉村からものすごく怒られて、吉行は泣いて泣いて「もう中国に来たくない」と叫んだといわれる[22]。結局3人の中で一番最後まで中国と交流を続けたのは伊藤だけだったという[22]。
- 1940年に初演された山田耕筰の歌劇『黒船』では姐さん役を担当している。これは、彼女の声こそ日本語でオペラを歌うのにふさわしいと山田が判断したものであるという。
- 『明治一代女』に出演した杉村春子は退役した将軍を演じた役者の存在感に感嘆した。監督の伊藤大輔に俳優名を聴き武田正憲と聞き、「武田先生」と声をあげて驚いた。正座して「杉村春子でございます」と武田正憲に挨拶した。武田正憲も「武田正憲でございます」と頭を下げて挨拶した。撮影現場は二人の名優の出会いの挨拶で静まり返ったと伊藤は確かめている。［『時代劇映画の詩と真実』292頁］
- 黒澤明監督の『赤ひげ』においては、憎まれ役である娼屋の女主人・きんを演じた。その際、養生所の賄婦たちに大根で殴られるコミカルなシーンがある。賄婦を演じていた女優達も既にベテランであったが、杉村はその上を行く彼女達の大先輩に当たる存在で、大根で殴るとき遠慮してしまいNGが連発され、撮影のために用意していた大根がすべてなくなってしまった事がある。成城中の八百屋から大根を買い占めたがそれでも足らず、近辺の畑から泥のついた大根を抜いて使いその数300本。撮影は1日かかり、スタンバイしていた三船敏郎の出番は延期された[118]。
- 「小津安二郎は、杉村さんに関しては自由に演技をしてもらったと聞きましたが」の質問に対して「そんなことないですよ。『浮草』で、あたしが中村鴈治郎さんに、『あゝそう』っていうところなんか、70回ぐらいNGが出ましたよ」と答えている[119]。
- 堤清二はピーター・ブルックの芝居に様式化された近代演劇という意識を一度無化したところに新しく創られたリアリズムと驚き、1987年3月の銀座セゾン劇場の杮落しでピーター・ブルックの『カルメンの悲劇』を上演した[120]。ファンの杉村に観てもらいたいと杉村を誘い、一緒に観た。ところが杉村は観ているうちに段々不愉快そうな様子に変わり、長年、杉村に対してほとんど尊厳に近い気持ちで接していた堤にとっては初めて見る杉村の指導者の表情に、ただ楽しむという様子ではなかったことから、誘って良かったという気持ちと「よけいなことをしてくれる」という印象もあったのではないかと恐れたという[120]。
- 黒柳徹子が司会を務める『徹子の部屋』(テレビ朝日系列）は「インタビューを編集しないこと（撮って出し）」が約束の一つといわれるが、杉村がゲストで出演した回で、黒柳が80歳になった杉村に何気なく「先生って、丙午ですってね」と尋ねると、杉村が「私は芸者の子どもで私生児ですよ。親がいつ役所に出生届を出したかなんてはっきりしないの。だから、私が幾つかなんて分かったものじゃないのよ」と言ってしまい、杉村は気にしていなかったが、収録に来ていた文学座の関係者にその部分だけカットを要請され、これを受け容れカットした。放送回数11000回以上とされる同番組でそれが唯一のカットという[121]。
- 杉村のように亡くなる直前まで舞台に立ったり、老年で若い役を演じるというのは外国ではあり得ないという[122]。
- バラエティ番組『進め!電波少年』（1996年6月23日放送分）（第192回）の企画「大女優を抱きたい」シリーズにおいて、タレントの松村邦洋がアポなしで杉村の楽屋に訪問し、杉村に抱擁して欲しいと頼んだところ、杉村は快く応じて企画は成功した。

## 受賞
- 日本芸術院賞（1948年）
- 第2回ブルーリボン賞助演女優賞（1951年）『麦秋』『めし』『命美わし』
- 第8回毎日映画コンクール女優助演賞（1953年）『にごりえ』『東京物語』
- NHK放送文化賞（1959年）
- 朝日文化賞（1969年）
- 毎日芸術賞（1969年）
- 文化功労者（1974年）
- 山路ふみ子映画賞文化賞（1988年）
- 紀伊国屋演劇賞（1991年）
- 芸術祭賞（1991年）
- 名誉都民（1992年）
- 読売演劇大賞（1994年）
- 第8回日刊スポーツ映画大賞・石原裕次郎賞主演女優賞（1995年）『午後の遺言状』
- 第69回キネマ旬報ベスト・テン主演女優賞（1995年）『午後の遺言状』
- 第50回毎日映画コンクール女優主演賞（1995年）『午後の遺言状』
- 第5回日本映画批評家大賞特別女優賞（1995年）『午後の遺言状』
- 第52回毎日映画コンクール特別賞（1998年）

## 出演作品

### 映画

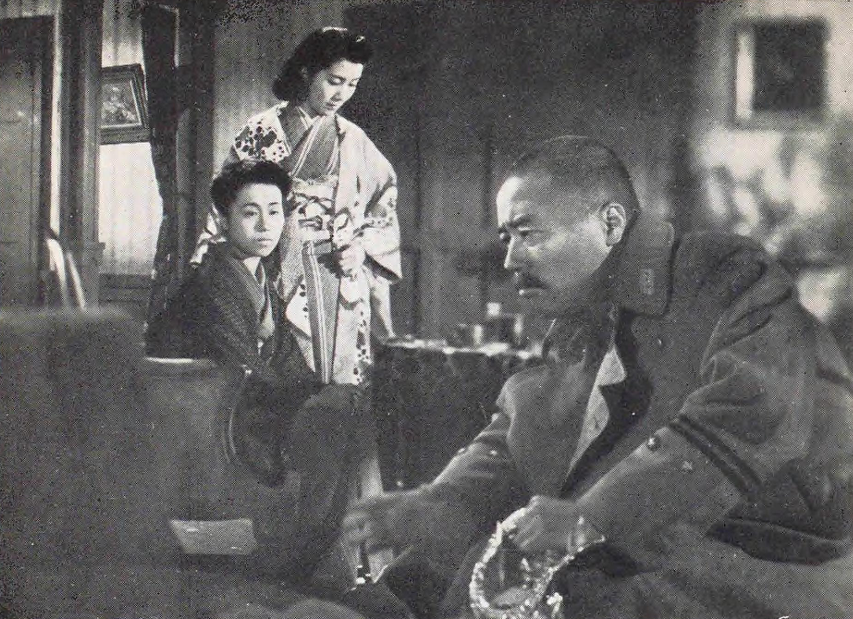
『大曾根家の朝』（1946年）

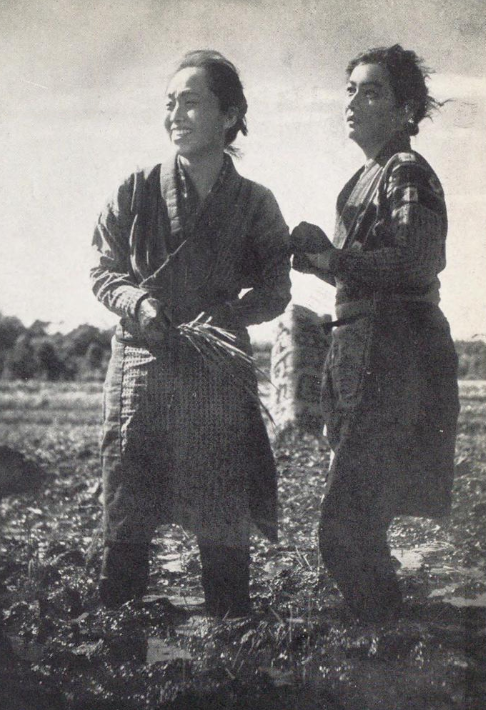
『わが青春に悔なし』（1946年）

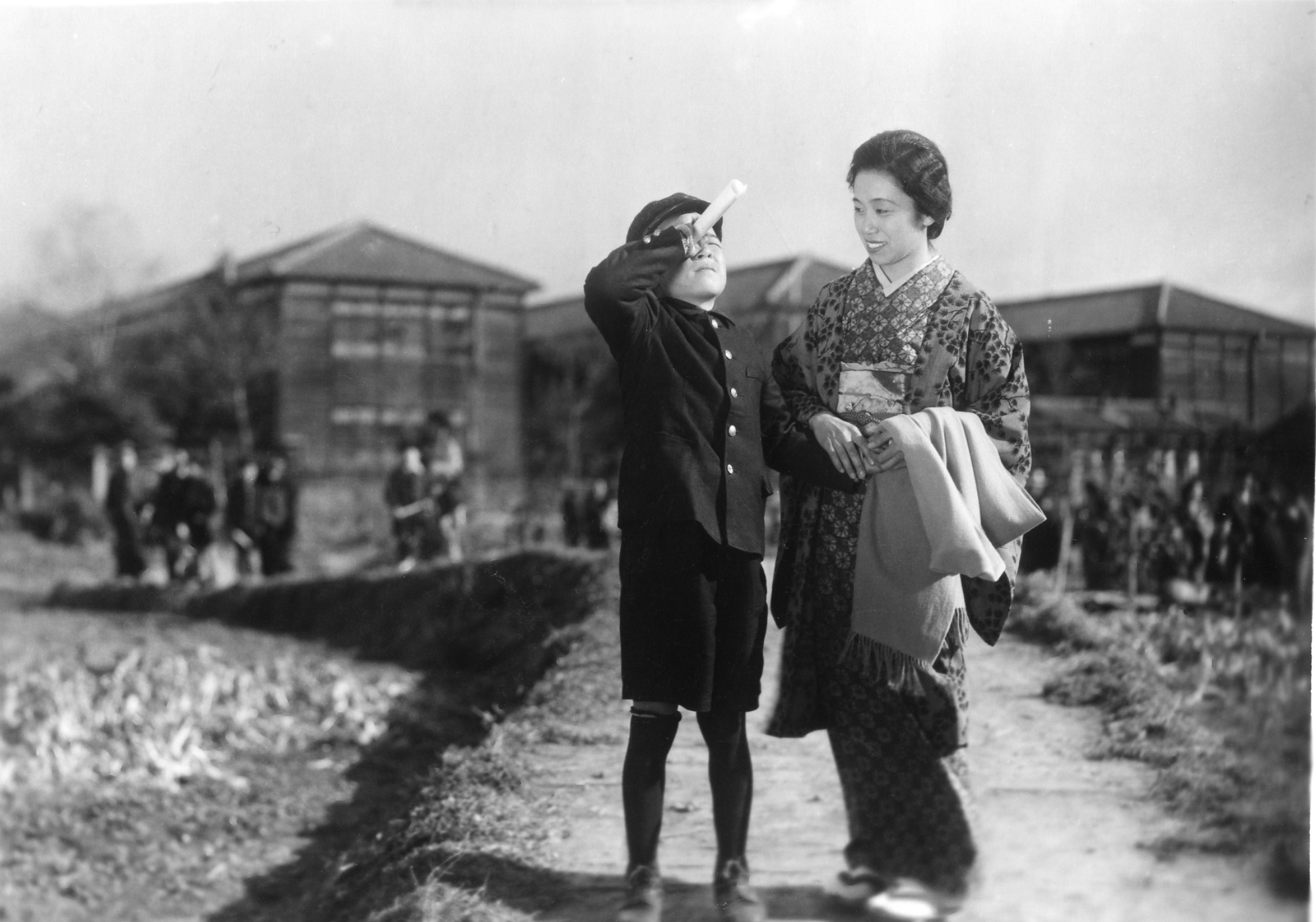
『手をつなぐ子等』（1948年)

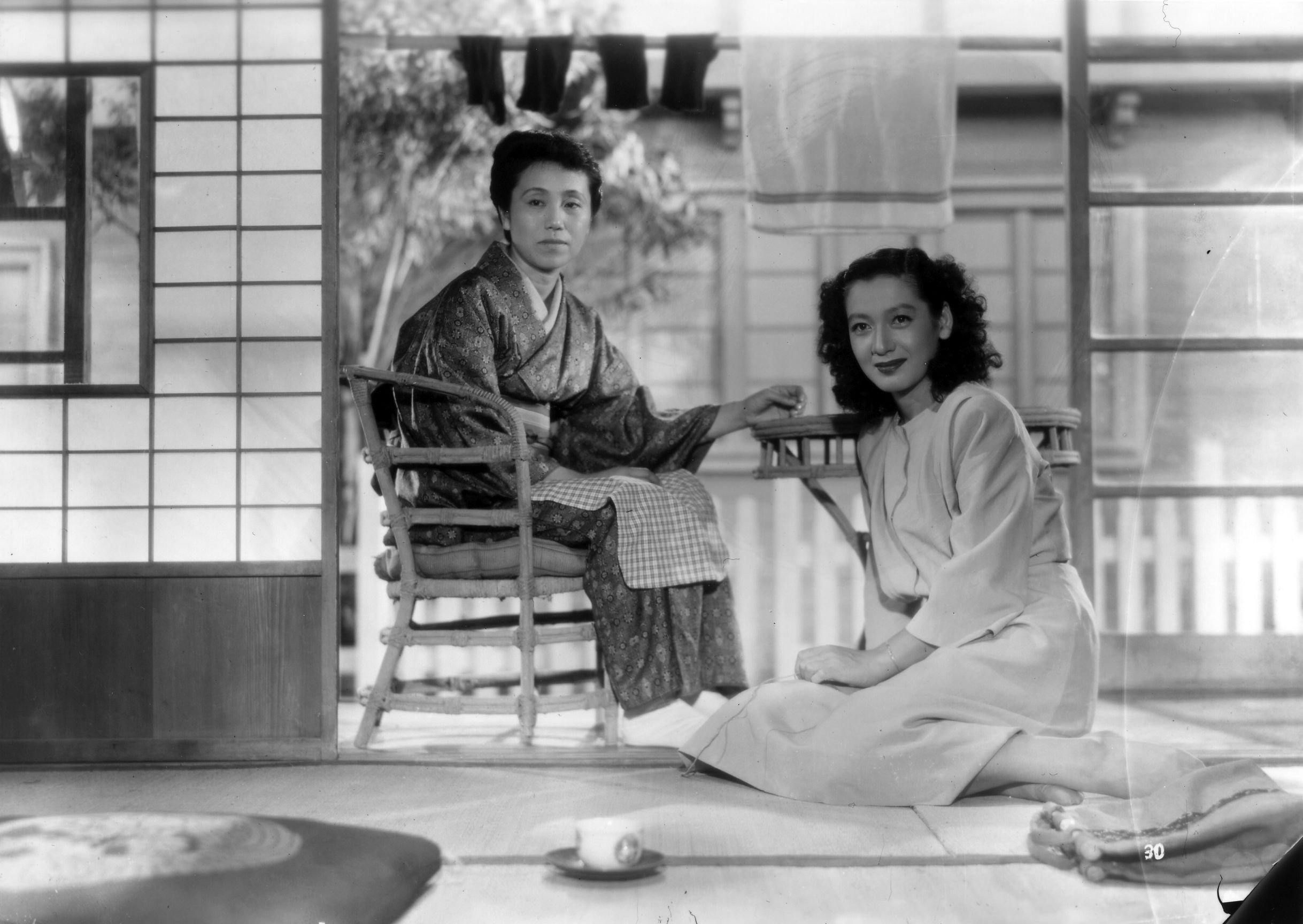
『晩春』（1949年)

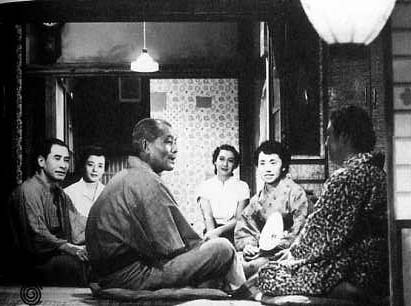
『東京物語』（1953年）

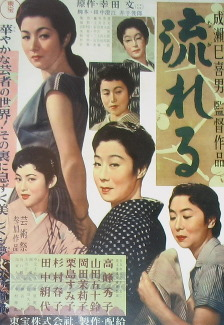
『流れる』（1956年）

- 浅草の灯（1937年、監督：島津保次郎）[79]
- 鶯（1938年、監督：豊田四郎） - 産婆八重
- 奥村五百子（1940年、監督：豊田四郎） ※初主演（国策的大作）[15]
- 小島の春（1940年、監督：豊田四郎） - その妻
- 次郎物語（1941年、監督：島耕二） - お浜
- 南海の花束（1942年、監督：阿部豊） - 堀田信子
- 香港攻略 英國崩るゝの日（1942年、監督：田中重雄） - 北沢の母
- 大曾根家の朝（1946年、監督：木下惠介） - 大曾根房子 ※主演
- わが青春に悔なし（1946年、監督：黒澤明） - 野毛の母
- 四つの恋の物語 第1話 初恋（1947年、監督：豊田四郎） - 母
- 三本指の男（1947年、監督：松田定次） - 一柳糸子
- 手をつなぐ子等（1948年、監督：稲垣浩） - その母
- にっぽんGメン（1948年、監督：松田定次） - 白石とよ
- 晩春[1]（1949年、監督：小津安二郎） - 田口マサ
- また逢う日まで（1950年、監督：今井正） - 小野すが
- 七色の花（1950年、監督：春原政久） - 中村小萩
- 麦秋（1951年、監督：小津安二郎） - 矢部たみ
- めし（1951年、監督：成瀬巳喜男） - 村田まつ
- 命美わし（1951年、監督：大庭秀雄） - みね
- 風ふたゝび（1952年、監督：豊田四郎）- お律
- 東京物語（1953年、監督：小津安二郎） - 金子志げ
- にごりえ（1953年、監督：今井正） - お初
- 千羽鶴（1953年、監督：吉村公三郎） - 栗本ちか子
- 晩菊（1954年、監督：成瀬巳喜男） - 倉橋きん
- 勲章（1954年、監督：渋谷実） - 島村よね
- 楊貴妃（1955年、監督：溝口健二） - 延春群主
- 心に花の咲く日まで（1955年、監督：佐分利信） - 森下
- 野菊の如き君なりき（1955年、監督：木下惠介） - 政夫の母
- 警察日記（1955年、監督：久松静児） - 杉田モヨ
- 早春（1956年、監督：小津安二郎） - 田村たま子
- 流れる（1956年、監督：成瀬巳喜男） - 染香
- 東京暮色（1957年、監督：小津安二郎） - 竹内重子
- 満員電車（1957年、監督：市川崑）
- 日本誕生（1959年、監督：稲垣浩） - 語り部の媼[出典 67]
- お早よう（1959年、監督：小津安二郎）
- 浮草（1959年、監督：小津安二郎）
- 足にさわった女（1960年、監督：増村保造）
- 釈迦（1961年、監督：三隅研次） - イダイケ
- 反逆児（1961年、監督：伊藤大輔） - 築山御前
- 沓掛時次郎（1961年、監督：池広一夫）
- 小早川家の秋（1961年、監督：小津安二郎） - 加藤しげ
- 女の座（1962年、監督：成瀬巳喜男）
- 破戒（1962年、大映京都） - 奥様
- 秋刀魚の味（1962年、監督：小津安二郎） - 伴子
- 母（1963年、監督：新藤兼人） - 芳枝
- 海軍（1963年、脚本：新藤兼人）
- 香華（1964年、監督：木下惠介） - 太郎丸
- 怪談（1965年、監督：小林正樹） - おかみさん[125]
- 侍（1965年、監督：岡本喜八） - つる
- 赤ひげ（1965年、監督：黒澤明） - 娼家の女主人
- 美しさと哀しみと（1965年、松竹） - 音子の母
- 沈丁花（1966年、東宝)
- 華岡青洲の妻（1967年、監督：増村保造） - 語り手
- 化石の森（1973年、監督：篠田正浩）
- 悪名 縄張荒らし（1974年、監督：増村保造） - 麻生イト
- 化石（1975年、監督：小林正樹） - 一鬼の義母
- さくら隊散る（1988年、監督：新藤兼人） - 証言者
- 濹東綺譚（1992年、監督：新藤兼人） - 荷風の母
- 午後の遺言状（1995年、監督：新藤兼人） - 森本蓉子 ※主演

### テレビドラマ
- 五重塔（1958年、KR（現・TBS））
- 文学座アワー 本阿弥辻の盗賊（1960年8月26日、日本テレビ）[126]
- 三婆（1961年、TBS）
- 青春放課後（1963年、NHK総合） - あや子
- 虹の設計（1964年、NHK総合）
- 徳川の夫人たち（1967年、NET（現・テレビ朝日））
- 碑（1969年、広島テレビ）[127] ※第24回芸術祭優秀賞受賞、第7回ギャラクシー賞、第2回テレビ大賞優秀番組賞[128]
- つくし誰の子（1971年、日本テレビ）
- ありがとう 第2シリーズ（1972年、TBS） - 大山京役
- 後妻の泣きどころ（1973年6月30日、日本テレビ） - 神崎妙役
- おんなの家（1974年-1993年、TBS）
- 求婚旅行（1974年、日本テレビ）
- 家族あわせ（1974年、TBS）
- たんぽぽ（1975年、日本テレビ）
- 明日がござる（1975年、TBS）
- ひまわりの詩（1975年、日本テレビ）
- 母上様・赤澤良雄（1976年6月20日、TBS） - 赤澤しま役
- ほんとうに（1976年、TBS）
- 三男三女婿一匹（1976年、TBS）
- 七丁目の街角で、家出娘と下駄バキ野郎の奇妙な恋が芽生えた（1976年、日本テレビ）
- かたぐるま（1979年5月7日～10月29日、日本テレビ）
- おだいじに（1979年11月5日～1980年5月5日、日本テレビ）
- 女たちの忠臣蔵（1979年12月9日、TBS）[129]
- かたぐるまII（1980年、日本テレビ）
- 竹とんぼ（1980年、日本テレビ）
- 一人来い二人来いみんな来い（1980年 - 1981年、TBS）
- 関ヶ原（1981年、TBS）
- かたぐるまIII（1981年、日本テレビ）[注釈 4]
- 春よ来い（1982年、日本テレビ）立花ワカ役（特別出演）
- お師匠さんは名探偵（1）三味線殺人事件（1983年、TBS）
- お師匠さんは名探偵（2）遺産相続殺人事件（1984年、TBS）
- 他人家族II（1986年、よみうりテレビ）
- 春の姉妹（1987年、よみうりテレビ）
- 塀の中の懲りない面々（1987年、TBS）
- 今朝の秋（1987年11月28日、NHK総合）中川タキ役[130] ※第14回放送文化基金賞ドラマ番組部門本賞、第27回日本テレビ技術賞（録音）・奨励賞（撮影）、第25回ギャラクシー賞奨励賞[131]、プラハ国際テレビ祭大賞受賞、毎日芸術賞受賞、NHK会長賞受賞作品[132]。
- 忠臣蔵・女たち・愛（1987年、TBS）
- おんなは一生懸命（1987-1988年、TBS）
- 四十年目の恋（1988年、よみうりテレビ）
- 塀の中の懲りない面々3（1988年、TBS）
- いまどき銀座物語ぼんぼん（1989年、フジテレビ）
- 待てば海路の秋日和（1989年、よみうりテレビ）
- 塀の中の懲りない面々5（1990年、TBS）
- 渡る世間は鬼ばかり（1991年3月7日、3月14日、TBS）立花ワカ役（特別出演）
- 貴族の階段（1991年、TBS）
- 春よ、来い（1995年、NHK総合 連続テレビ小説）

### 舞台
年月日は、杉村が最初に演じたときのものである。

#### 「女の一生」以前
最初は端役やスタアが演じないような老け役、そして、だんだんと重要な役を演じるようになっていく。
- 彼女（1927年4月）築地小劇場。藤森成吉の「何が彼女をさうさせたか」を、当局の要請により改題して上演したもの。杉村の初舞台。ただし、台詞は無く、舞台上でオルガンを弾くだけの役であった。初めてセリフを発したのは同年の「リリウム」[25]。
- 富島松五郎伝（1942年5月、主役松五郎の相手役・吉岡良子役）文学座。翌年映画化（無法松の一生）されることになる岩下俊作の小説を舞台化。森本薫による脚色。
- 北京の幽霊（1943年2月、會伸英（女官）役）文学座。飯沢匡のオリジナル戯曲。戦時下に書かれた風刺劇。
- 鳥獣合戦（1944年10月、梟（ふくろう）ハラグ大使役）文学座。飯沢匡のオリジナル戯曲。鳥と動物とが戦うという風刺劇。戦時体制に対するシニカルな姿勢がうかがえる作品であり、その上演をめぐって検閲機関ともめたという。

#### 最初の充実期
後に再演が繰り返され代表作となる作品に、次々出会う。
- 女の一生（1945年4月、主役・布引けい役）文学座。森本薫のオリジナル戯曲。初演時の台本は、戦後版とはいくつかの点で大きな違いがある。渋谷の映画館を借りて行なわれた初演（当初上演劇場に予定された国民新劇場〈戦時体制で築地小劇場から改称〉は、1945年3月10日の空襲で焼失していた）は、上演中に空襲警報で中断されることも度々であったという（※TV放送のため収録された、1961年当時の記録映像が現存する。2度にわたる分裂/大量脱退以前の公演であるため、資料的にも価値があると考えられる。杉村の死後、NHKで再放送され、DVDとしても発売された）。上演回数947回。文学座が歩んできた歴史そのものといえる文学座にとって最も大切な「財産演目」[出典 68]。「女の一生」は空襲が酷くなった1944年暮れに既婚者である森本が愛人の杉村のために書いたもので[38]、空襲が激しいため、速筆の森本が2–3枚書いたら、杉村か劇団の若い座員がカバンに入れて劇団に持ち帰りコピーを取った[38]。脱稿にあたり、杉村は感謝を伝えたくて、森本は酒を飲まないため、ちょうどもち米と小豆の配給があり、おはぎを生まれて初めて作った[38]。隣組の奥さんに作り方を習って、押し入れの中で電気コンロを使って煮た。当時電気コンロは使用が禁止されていた。森本はおはぎを喜んで食べた。上演は最初で最後、みんな死ぬかも知れないと文学座にいる人は全員出演するようにしようと、演出の戌井市郎や研究生だった椎野英之らも出た[38]。最初は築地小劇場(国民新劇場)でやることになり、1945年3月10日に稽古を始めた晩に同所は大空襲で焼けた。東宝映画劇場は東京で唯一焼けていなかった劇場で、文学座で貯めていた1万円を持って杉村らが東宝に「芝居をやらせて下さい」と直談判に行った[38]。久保田万太郎、渋沢秀雄、佐藤一郎らが骨を折り、「おカネはいらない。使わせてやる」と東宝から回答を得た[38]。東宝の関係で大道具は帝劇の大道具部が作ったが、夜中に牛車で運んだため、夜中の雨で大道具が濡れ、障子などがダメになった。このため小道具は近所に住んでいた戌井の家から持って来た。杉村は大空襲の最中でお客は一人も来ないんじゃないかな、と思っていたら凄い数のお客が来て、舞台美術の修復に手間取り、まだ準備は出来てないのにお客が入って来て、テンヤワンヤで初日の幕が上がった[38]。いきなり空襲警報が鳴り、お客を避難させ、座員は楽屋で待機した。舞台で死ぬなら全員それでいいという気持ちから、防空壕には入らなかった[38]。警報解除になると続きを始めるが、空襲警報が何度も続くため、昼夜2回公演で6日間だったが、特に夜公演は空襲のため、半分出来たらいい方で、1日1回半のような公演だった[38]。日暮里方面が焼けたとき、そこへ住んでいた宮口精二が来ない日もあった[38]。やる方も観る方も命懸けで、来る人は本当に芝居が好きな人で、後で戸坂康二も三島由紀夫も観に来たと聞き、杉村は「あんな状況で芝居を演ることは国賊みたいに言われた時代で、あんな思いをしてやったけど、ああやってよかった、あの不備な芝居を観に来て下さった」と感激した[38]。同公演は戦中最後の新劇公演だった[38]。戦後、杉村は森本が亡くなる直前に京都の森本を訪ね、「戦争が終わったから芝居がやれる。『女の一生』どうかしらん」と言うと森本は「あれは情報局の委嘱作品で『大東亜八大原則を入れろ』という条件で書いたんだ。自分としては十分に書けてると思わない。それに戦争中だから女を書くことにも制約があった。自分の書きたかった女が書けてない。今度もう一つ、もっといろんなものが入ってる『女の一生』を書いてあげるよ」と言ったという[38]。「女の一生」は基本11人でやる芝居で舞台も定式舞台があればどこでも出来ることから、500回のうち200回は汽車にぶら下がったりして地方公演を行った[38]。小学校の裁縫室に畳を持ち込んでやったこともある[38]。遠隔地では途中で座員みんなで野宿した[38]。こういう場所でやるとお客がワイワイ言ってうるさいため、杉村が舞台から大声で「静かに！」と怒鳴ったこともある[38]。北九州の八幡製鉄所でやった公演では、杉村は知らされていなかったが、それは家族慰安会で、呑んで酔っぱらう者はいるし、子どもは走り回るし、16歳の少女の格好をするため、お客が爆笑し、一度だけお客と大喧嘩になったという[38]。
- 華々しき一族（1950年5月、主役・諏訪役）文学座。森本薫のオリジナル戯曲。1935年に発表されたが未上演であったもの。上演回数309回。
- 月は銅鑼なり(昼の部)、七色の虹(夜の部)（1950年12月、役不明）新橋演舞場。新生新派と文学座の合同公演[25]。「月は銅鑼なり」は菅原卓作。演出は二作とも菅原卓。初代水谷八重子との初共演[25]。
- 欲望という名の電車（1953年3月、主役のブランチ・デュボア役）文学座[40]。テネシー・ウィリアムズのオリジナル戯曲、日本初演。上演回数594回[133]。
- 二号（1954年11月、主役・御園とく役）文学座。飯沢匡のオリジナル戯曲。コメディ。

#### 三島由紀夫との時代
後に起こった文学座と三島とのトラブルにより、杉村はこの時期以外にはこれらの作品を演じていない。
- 鹿鳴館（1956年11月、主役・影山朝子役）文学座創立20周年記念公演。三島由紀夫が杉村のために書いたオリジナル戯曲[出典 69]。後に新派・さまざまな商業演劇・劇団四季などによって上演される当戯曲の、これが初演になる。
- 大障碍（だい・しょうがい）（1957年4月、主役・岑子役）文学座。三島由紀夫のオリジナル戯曲。
- 薔薇と海賊（1958年7月、主役・楓阿里子役）文学座。三島由紀夫のオリジナル戯曲。
- 熱帯樹（1960年1月、主役・律子役）文学座。三島由紀夫のオリジナル戯曲。
- 十日の菊（1961年11月、主役・奥山菊役）文学座。三島由紀夫のオリジナル戯曲。
- トスカ（1963年6月、主役・トスカ役）文学座。ヴィクトリアン・サルドゥの原作を、三島由紀夫が潤色したもの。11月に三島が退座した（⇒喜びの琴事件）ために、これが三島との最後の作品になった。

#### 円熟・絶頂期
文学座公演として、レパートリーとなった代表作や新作に主演しながら、商業演劇にも数多く出演。商業演劇のスタアたちと同格の主演として舞台に立つ。
- 糺河原（1967年5月、日野富子役）大手町サンケイホール。西川永子の舞踊リサイタルの客演[134]。一部から「何も舞踊にも手を出さなくても。"杉村女王"には劇団の内政に熱を入れて欲しい」などと批判された[134]。
- 華岡青洲の妻（1970年6月、主役・於継役）文学座。有吉佐和子の同名原作を、有吉が自身で戯曲化したもの。初演は1967年の東宝公演、主演は山田五十鈴であった。杉村がその演目のオリジナル・キャストではないという意味で、杉村の当たり役の中では珍しい演目（翻訳劇を除く）。上演回数634回。姑の嫁いびりの演技に客席から「引っ込めー」「死んでしまえー」の怒声が飛び交ったが、中日劇場の6月28日千秋楽は昼の部だけの公演を夜の部が追加され、6月18日から28日で2万人動員し、その後全国巡演で22万人動員した[135]。
- ふるあめりかに袖はぬらさじ（1972年12月、主役・お園役）文学座。有吉佐和子の短篇「亀遊の死」を、有吉が自身で戯曲化したもの[出典 70]。初演。上演回数365回。芸者お園を演じるために三味線を1年練習「三味線をマスターするまで舞台に立たない。」[135]
- ［既出］華岡青洲の妻（1973年5月、於継役）新派公演への客演。中村勘三郎の青洲、水谷八重子の加恵というキャスティング。
- 怪談 牡丹燈籠（1974年8月、お峰・お米の二役）文学座。三遊亭圓朝の怪談噺を、大西信行が杉村に請われて脚色したもの[136]。コメディ。
- 夢・桃中軒牛右衛門の（1976年2月）東横劇場。作・宮本研。浪曲師桃中軒牛右衛門こと、宮崎滔天を主人公とした創作劇で、辛亥革命の大立者が続々登場する。杉村は数次の訪中歴を持つ親中家で、日中友好団体の優等生と見られていたが、公演の5日前に中国大使館から公演中止の抗議があった[137]。抗議は現存の指導者だった毛沢東の扱いを巡るもので、辛亥革命を茶番化しているという内容であった。文学座は3度中国大使館と交渉を持ったが意見の一致を見ず、一部の抗議を受け入れ上演した[137]。
- ［既出］怪談 牡丹燈籠（1976年4月、お峰・お米の二役）松竹公演。尾上松緑との初顔合わせ[138]。
- やどかり（1978年1月、向井さつ子役）東宝公演。作・榎本滋民。山田五十鈴と、舞台での初共演[139]。映画では『流れる』がある。山田の新劇出演は1959年の「関漢卿」以来。
- 日の浦姫物語（1978年7月、日の浦姫役）作・井上ひさし[140]。15歳の少女から50歳過ぎまでを演じた[54]。
- 風流浮世ぶし（1979年1月、おみね役）新派公演。作・川口松太郎。水谷八重子との最後の共演。
- ターリン行きの船（1979年3月、主役のリージャ・ワシリーナ役）サンシャイン劇場[141]。作・アレクセイ・アルブーゾフ「古風なコメディ」を改題。尾上松緑 (2代目)との2人芝居で、サナトリウムの65歳の院長と、そこへ保養にきた60歳近い独身女性との、ほのかな恋物語。1980年3月にも同じサンシャイン劇場で再演された[141]。1980年6月には越路吹雪と米倉斉加年のコンビで同じ作品を原題の「古風なコメディ」で、西武劇場で上演され「真っ向からの競演」と話題を呼んだ[141]。
- 月夜の海（1979年11月、由良琴女役）東宝公演。作・小幡欣治。山田五十鈴との共演。
- ［既出］欲望という名の電車（1980年5月）日生劇場。この時点で430余回の上演を重ねていたが、『女の一生』が杉村以外の配役が随時変わってきたのに対して、『欲望という名の電車』はこれまで杉村のブランチ、北村和夫のスタンレーは不変であった。しかしこの公演で杉村の希望により初めてスタンレーを江守徹にした[出典 71]。北村はミッチという脇役にまわった[注釈 5]。
- 新釈　金色夜叉（1981年9月、赤樫満枝役）三越劇場。作・宮本研。宮本が文学座に最初に書き下ろしたもので、二年後に新派で初上演された[143]。尾崎紅葉の『金色夜叉』では脇役にすぎない高利貸しの赤樫満枝を杉村がお宮に代わり主人公格で演じるスピンオフ的作品[144]。
- 路地に咲く花（1982年6月、おかね役）松竹公演。歌舞伎の演目を大西信行が脚色したもの。尾上松緑との共演。
- 横浜物語（1983年8月）三越劇場。作・八木柊一郎。八木が杉村のために書きおろした創作劇。明治の末、東西の架け橋になろうと自らアメリカの法律家と結婚するが、混血児を持って苦労する母親の役。
- ウェストサイドワルツ（1985年2月、主役・マーガレット役）文学座。アーネスト・トンプソンのオリジナル戯曲。
- 浮巣（1985年6月、おけい役）東宝公演[104]。作・八木柊一郎。森光子と、舞台での初共演。
- 木瓜（ぼけ）の花（1986年11月、木村正子役）東宝公演。有吉佐和子の同名小説を、大藪郁子が脚色したもの。森光子との共演。

#### 最後の10年
「女の一生」を文学座内で平淑恵に継承（杉村生前の1996年に平主演の公演があった）。商業演劇での活躍も続き、スタアとの共演ではない大劇場での単独主演も行なう。89歳まで新作公演に出演、90歳まで主演舞台に立った。
- ［既出］欲望という名の電車（1987年2月、主役のブランチ・デュボア役）文学座創立50周年記念公演。杉村による最後の上演。
- 流れる（1988年4月、染香役）東宝公演。幸田文の同名小説を、平岩弓枝が脚色したもの。山田五十鈴との共演。
- 花霞（1990年4月、秀千代役）東宝公演。作・川口松太郎、脚色・戌井市郎。森光子との共演。
- ［既出］女の一生（1990年6月、主役・布引けい役）文学座。杉村による最後の上演。初演：1945年（昭和20年）4月～終演：1990年（平成2年）6月　45年間ロングラン上演記録
- 恋ぶみ屋一葉（1992年6月、主役・前田奈津役）松竹公演。斎藤雅文のオリジナル戯曲[145]。
- 晩菊（1993年3月、主役・相沢しの役）東宝公演。林芙美子の同名小説を、山崎圓が脚色したもの。
- ［既出］ふるあめりかに袖はぬらさじ（1994年9月、主役・お園役）文学座。杉村による最後の上演。
- 絹布の法被（けんぷのはっぴ）（1995年2月）文学座。江守徹のオリジナル戯曲。杉村にとって、最後の新作公演。
- ［既出］華岡青洲の妻（1996年1月、主役・於継役）文学座。杉村による最後の上演。
- ［既出］華々しき一族（1996年9月、主役・諏訪役）文学座。杉村による最後の上演。また、この演目での旅公演（最終日は1996年12月12日）が、杉村自身にとっても最後の舞台となった。

1997年には、3月に新橋演舞場で「華岡青洲の妻」（松竹公演。杉村主演としてチケットはすでに発売されていた。藤間紫が代役で於継を演じた）、5月に紀伊國屋サザンシアターで文学座60周年記念舞台「柘榴のある家」（新作、文学座公演）、9-10月には芸術座で「もず」（東宝公演、山岡久乃と舞台での初共演）などが予定されていた。
また、主演連続ドラマ「棘　おんなの遺言状」（NHK 竹山洋脚本　大竹しのぶ、島田正吾共演）は第1回収録途中に病気降板。没後10年のBS特集番組でその一部が放送された。

### ラジオドラマ
- 春来りなば（1937年、NHKラジオ第1）- 芳子 役
- パンドラタイム 『流れる』第4回「浮き沈み」（1956年、朝日放送）- 第4回日本民間放送連盟賞文芸番組部門最優秀賞[146]

### テレビ番組
- NHK紅白歌合戦（NHK総合・ラジオ第1）
  - 第9回（1958年12月31日） - 審査員
  - 第25回（1974年12月31日） - 審査員
- すばらしき仲間「女優として女として」（1986年、CBCテレビ） - 山田五十鈴と出演[147]
- テレビ・私の履歴書「杉村春子」（1987年、テレビ東京）[148]
- 芸を語る「杉村春子 「女の一生」と私」（1988年、NHK総合）[149]
- 舞台ひとすじ・女優杉村春子の世界（1994年、NHK総合） - インタビューと舞台中継
  - 「夜のキャンヴァス」「ふりだした雪」[150]
  - 「女の一生」[151]
  - 「宵庚申思いの短夜」[152]
  - 「桜の園」[153]
  - 「怪談牡丹灯籠」[154]
  - 「華々しき一族」[155]

## 著書
- 『自分で選んだ道　文学座と共に30年』六芸書房、1969年
- 小山祐士共著『女優の一生』白水社、1970年
- 『歩みのあと』講談社文庫、1977年。小冊子
  - 新版『女優の運命　私の履歴書』日経ビジネス人文庫、2006年
- 『舞台女優』PHP研究所、1980年
  - 新版『杉村春子　舞台女優』「人間の記録144」日本図書センター、2002年。ISBN 4820595679
- 『振りかえるのはまだ早い』〈女の自叙伝〉、婦人画報社、1986年12月25日。

## 写真集
- 高橋克郎『杉村春子 : 高橋克郎写真集』大和書房、1984年10月6日。

## 杉村春子を演じた女優
- 林美智子（銀河ドラマ 女優　わが道 1969年、NHK）[出典 72]
- 二宮さよ子
- 米倉涼子・江澤璃菜（16歳当時）（女の一代記シリーズ 2005年、フジテレビ）